# Ҹ
Ҹ, ҹ (Ч с вертикальным штрихом) — буква расширенной кириллицы, тридцать первая буква азербайджанского кириллического алфавита.

## Использование
В азербайджанском кириллическом алфавите, утверждённом в 1939 году, буква обозначает аффрикату [d͡ʒ]. В латинице 1922—1933 годов букве соответствовала C, а в латинице 1933—1939 годов — Ç. При переводе в 1991 году азербайджанского языка на латиницу была заменена по турецкому образцу буквой C (кириллица официально употреблялась до 2001 года, в Дагестане используется до сих пор). В азербайджанском арабском алфавите, используемом в Иране, данной букве соответствует буква джим (‏ﺝ‏‎).